# Zębiełek cejloński
Zębiełek cejloński (Crocidura miya) – gatunek ssaka z rodziny ryjówkowatych (Soricidae).

## Średnie wymiary
- Długość ciała – 5-6,5 cm
- Długość ogona – 4-4,5 cm

## Występowanie
Występuje na Sri Lance i jest gatunkiem endemicznym. Występuje na sawannach, w wilgotnych i suchych lasach.

## Tryb życia
Zębiełek cejloński ma długi, ale skąpo owłosiony ogon. Większość swego życia spędza pośród butwiejących szczątków organicznych zalegających w leśnej glebie. Dlatego też, z powodu tak dużej wilgotności powietrza i względnego chłodu jego pokarm stanowią liczne bezkręgowce. Zdarza się, że jego ofiarami są małe jaszczurki i młode ptaki. Zębiełek cejloński wydzielają zapach wydzielany przez gruczoły zapachowe, które skutecznie chronią go przed drapieżnikami.

## Rozmnażanie
Rozród zębiełka cejlońskiego przypada na okres od marca do listopada. W tym czasie samica wydaje na świat 5 miotów, w którym każdy ma po 6 młodych. Już po 8 dniach młode opuszczają gniazdo, przy czym młody zębiełek chwyta mocno ogon swojego poprzednika i taką karawaną prowadzoną przez matkę, udają się w poszukiwaniu pożywienia. Takie zjawisko można zaobserwować tylko w rodzaju Crocidura.